# ایوب
ایوب (به عبری: אִיּוֹב، بازگشت‌کرده به سوی خدا) یکی از پیامبران ادیان ابراهیمی است که شخصیت اصلی کتاب ایوب یکی از کتب عهد عتیق به‌شمار می‌رود. نام وی در کتاب حزقیال و نامه یعقوب، عهد عتیق و نیز در قرآن آمده‌است. بر اساس عهد عتیق و قرآن، خدا ایوب را مورد آزمایش قرار می‌دهد؛ اموالش ربوده می‌شوند، پشتش می‌شکند و پسرانش کشته می‌شوند؛ اما ایوب از عبادت خدا برنمی‌گردد. سرانجام ایوب، برکت از دست رفته خود را دوباره به دست می‌آورد.
در کتاب مقدس ایوب یکی از پیامبران جنتیل (غیریهودی) است.
یکی از اولین اشاره‌ها به شیطان در متون یهودی در این داستان است. شیطان یکی از پسران خداست و با او دربارهٔ به گناه‌افتادن ایوب شرط‌بندی می‌کند. کتاب ایوب در واقع از ترکیب دو داستان جداگانه که تاریخ‌پژوهان امروزه آن‌ها را «ایوب صبور» و «ایوب ناصبور» می‌نامندشان، تشکیل شده‌است. نویسنده «ایوب صبور» به شیطان اشاره کرده و به دلیل متاخربودن مفهوم شیطان، مشخص می‌شود او در دوره هخامنشی زیسته‌است.

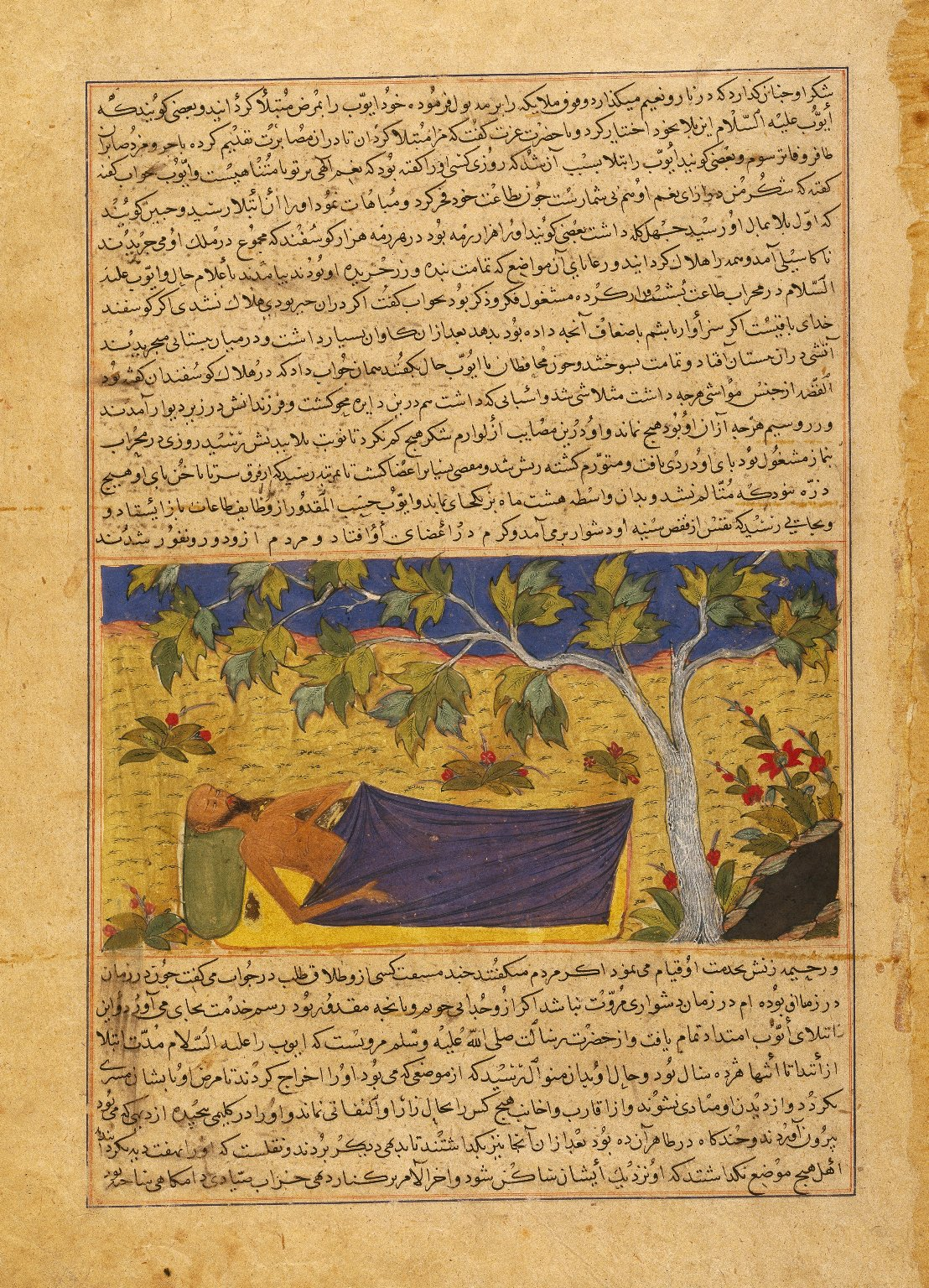
برگی از کتاب مجمع‌التواریخ از حافظ ابرو، نویسنده عصر تیموری که ماجرای بیماری ایوب را توضیح می‌دهد.

## در کتاب مقدس

### کتاب ایوب
کتاب ایوب در کتاب مقدس با معرفی شخصیت ایوب شروع می‌شود که مردی درستکار در سرزمین اوز است. خداوند ایوب را به دلیل کارهای درستش مورد ستایش قرار می‌دهد و در این هنگام شیطان درخواست می‌کند که اجازه داده شود که صداقت ایوب را مورد آزمایش قرار دهد و می‌گوید که دلیل درستکاری ایوب فقط به خاطر این است که خداوند از او حمایت و محافظت می‌کند. خداوند محافظت را از ایوب دور می‌کند و به شیطان اجازه می‌دهد که ثروت او، فرزندان او و سلامتی او را از او بگیرد. با وجود بلاهای بسیار، ایوب خدا را نفرین نمی‌کند، و بلکه روزی که خود در آن به دنیا آمده‌است را نفرین می‌کند. با اینکه او از شرایط به وجود آمده برای خود ناراحت است، خدا را به بی‌عدالتی متهم نمی‌کند.
بیشتر کتاب ایوب به بحث بین ایوب و سه تن از دوستانش در مورد وضعیت وی اختصاص دارد. ایوب با دوستانش بحث می‌کند که وضعیت او برای آنان قابل فهم نیست زیرا انسان دارای فهم کافی برای فهمیدن دلیل کارهای خداوند نیست. با ساکت‌ماندن در برابر خداوند ایوب تأیید می‌کند که وضعیت فعلی خود را به عنوان خواست خداوند قبول کرده‌است با اینکه دلیل آن را نمی‌داند. خداوند بعد از اینکه درستکاری ایوب را می‌بیند، سه دوست او را رد کرده و به آن‌ها دستورهایی برای توبه می‌دهد، سپس ایوب را به وضعیتی بهتر از وضعیت قبلی خویش بازمی‌گرداند. ایوب به داشتن هفت پسر و سه دختر آمرزیده می‌شود. دختران او زیباترین دختران تمامی سرزمین می‌شوند. ایوب ۱۴۰ سال دیگر عمر می‌کند و فرزندان فرزندان خود را تا نسل چهارم می‌بیند.

## در یهودیت

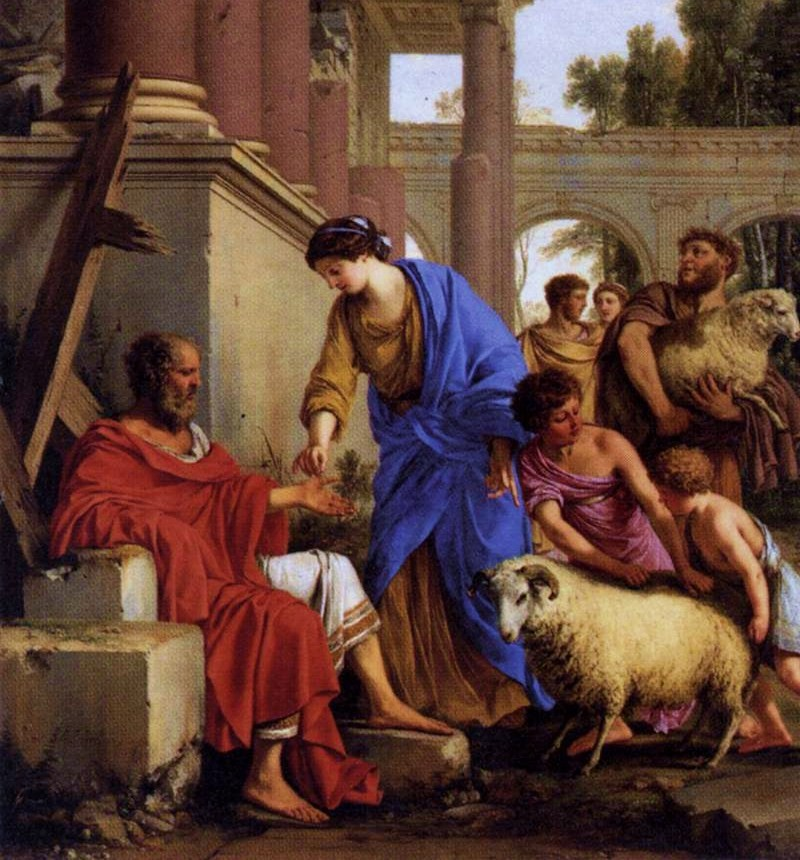
ایوب رفاه گذشته را بازمی‌یابد

دانشمندان یهودی در مورد هویت و ملیت و دوره زمانی ایوب اختلاف نظر زیادی دارند. حتی یک آمورائیم در حضور ساموئل نحمانی مدعی شد که چنین شخصیتی وجود نداشته و کل داستان کتاب ایوب افسانه است. مشابه این دیدگاه را ساموئل بن لاکیش اتخاذ کرده که هرچند وجود ایوب را تأیید می‌کند ولی ماجرای او را تخیلی دانسته‌است. به جز این اظهارات بقیه خاخام‌ها در وجود ایوب تردید نکرده‌اند ولی در مورد ملیت و دوران زندگی او نظرات بسیار متفاوتی را ابراز داشته‌اند. هر یک از این خاخام‌ها برای یافتن ملیت و دوره زمانی ایوب سعی کرده‌است همانندی بین دو جمله یا کلمه از کتاب مقدس بیابند. به‌گفتهٔ بار کاپارا، ایوب در عصر ابراهیم می‌زیسته؛ به‌گفتهٔ آببا ب. کاهانا، هم‌عصر یعقوب بوده و با دیناه دختر یعقوب ازدواج کرده. ر. لوی گفته که او معاصر فرزندان یعقوب بود و از خوزه ب. هلفتا نقل قول می‌کند که ایوب زمانی متولد شد که یعقوب و فرزندانش وارد مصر شدند و زمانی مرد که اسرائیلیان این کشور را ترک گفتند، در نتیجه ۲۱۰ سال عمر کرده‌است. نظراتی نیز وجود دارد که او را از مشاوران و وزیران فرعون می‌داند. لوی ب. لحما معتقد است که ایوب هم‌دوره با موسی بوده و موسی نویسندهٔ کتاب ایوب است. برخی از خاخام‌ها هم معتقدند که ایوب همان خدمتکار خداترس فرعون است. رابا، زمان حیات ایوب را دقیق‌تر مشخص کرده و می‌گوید که ایوب در زمانی می‌زیست که موسی جاسوسانی را برای کشف سرزمین کنعان به آنجا فرستاد. برخی خاخام‌ها هم او را از پیامبران اقوام غیریهودی دانسته‌اند. همچنین ابن میمون دانشمند بزرگ یهود، گرچه نبی‌بودن او را تأیید می‌کند اما او را غیریهودی می‌داند.
بنابر یک داستان عامیانه قدیمی، احتمالاً داستان ایوب در زمان تبعید یهودیان به بابل نوشته شده باشد. سال‌هایی که برای بنی‌اسرائیل توأم با درد و رنج است، درد و رنجی که به دنبال علت آن نیز هستند. چرا یهوه به یهود یاری نمی‌رساند؟ طبق داستان ایوب، یک روز یهوه در شورای الهی شرط جالبی با شیطان می‌بندد، که آن موقع هنوز یک چهره شر بزرگ نبود بل که فقط یکی از «پسران خدا» و «مخالف‌خوان» قانونی شورای الهی بود. شیطان می‌گفت که ایوب عزیز کرده یهوه است، و هرگز درست امتحان نشده‌است بل که خوبی برای این بود که یهوه او را حفظ می‌کرد و به او پر و بال می‌داد. اگر دار و ندارش را از دست بدهد، «پیش روی تو تو را ترک خواهد نمود.» یهوه گفت: «اینک همه اموالش در دست تو است.» شیطان فوراً هرچه گاو و گوسفند و شتر و خدمه و بچه که ایوب داشت همه را نابود کرد و ایوب از یک سلسله بیماری کثیف از پا درآمد. او راستی راستی به خدا پشت نمود، و شیطان شرط را برد.
اما در اینجا نویسنده سعی کرد که در یکی سلسله از شعرهای بلند و نطق‌ها، رنج انسان‌ها را با تصور یک خدای عادل خیرخواه و بر همه توانا، قابل قبول و هموار کند. چهارتا از دوست‌های ایوب شروع کردند به دلداری‌دادن او. همه جور استدلال مرسوم را به کار بردند که: یهوه همیشه بدکارها را به کیفر می‌رساند؛ ما به کنه نقشه‌های او پی نمی‌بریم؛ او درستکار کامل است، پس ایوب باید گناهکار باشد. وقتی که بالاخره یهوه تصمیم می‌گیرد که به لابه‌های ایوب پاسخ دهد، به مردی که این‌طور ظالمانه با او برخورد کرده‌است، هیچ جور دلسوزی نشان نمی‌دهد، بلکه فقط دربارهٔ کارهای باشکوه خود نطق بلندی می‌کند. کجا بود ایوب هنگامی که او زمین را بنیان نهاد؟ و دریا را پنهانی محصور کرد؟ آیا ایوب می‌توانست لویاتان را با قلاب بگیرد؟ اسب را وادار کند که مثل ملخ بپرد؟ یا صور فلکی را در مسیرشان هدایت کند؟ شعر با شکوهی بود از یهوه، اما هیچ ربطی به اصل موضوع که عذاب‌دادن ایوب بود نداشت! این نطق بلند آتشین خودستایانه خدا حتی به موضوع اصلی نپرداخت: چرا بیگناهان در دستان خدای ظاهراً مهربان رنج کشیدند؟ و خواننده به خلاف ایوب می‌داند که درد ایوب ربطی به حکمت متعالیه یهوه ندارد، بلکه فقط نتیجه یک شرط‌بندی خداوند با شیطان است! در آخر شعر، ایوب با مشاهده شکوه پرطمطراق یهوه تمام شکایات خود را پس می‌گیرد و در خاک و خاکستر توبه می‌کند. خدا سلامت و ثروتش را به او پس می‌دهد، اما خدا بچه‌ها و خدمتکارهایی را که در باب اول کتاب ایوب کشته شده بودند زنده نکرد. برای آن‌ها نه عدالتی بود و نه تاوانی!؟

## در مسیحیت
مسیحیان تمامی قسمت‌های کتاب ایوب در عهد عتیق را قبول دارند. همچنین نام ایوب در عهد جدید (انجیل) در بخش رسالهٔ یعقوب ۵:۱۱ ذکر شده‌است و از او به عنوان فردی با تحمل بسیار زیاد نام برده شده‌است.

## در اسلام
نام ایوب پیامبر در آیات ۱۶۳ سوره نساء، ۸۴ سوره انعام، ۸۳ سوره انبیاء، و ۴۱ سوره «ص» آمده‌است. قرآن ایوب را از نسل ابراهیم می‌داند. داستان قرآنی ایوب مشابه داستان عهد عتیق است و شیطان بعد از اینکه می‌شنود ایوب درستکارترین فرد در نسل خود است از خدا اجازه می‌گیرد تا بلاهای مختلف بر سر او آورد. قرآن اشاره می‌کند که ایوب برای مدت زیادی تحت فشار قرار می‌گیرد ولیکن اشاره می‌کند که ایوب هیچگاه ایمان خود را به خداوند از دست نداد.
ایوب مردی بود از اهل روم و پدرش از نسل اسحاق نبی (أیوب بن أموص بن رازخ بن روم بن عیص بن اسحاق بن ابراهیم) و مادر او از فرزندان لوط بود.
بر پایه روایات اسلامی که بیشتر آن‌ها منقول از وهب بن منبه و کعب‌الاحبار است، ایوب پیامبر و رئیس بنی‌اسرائیل و از نوادگان اسحاق بوده که در بَثنَه در سرزمین شام می‌زیسته‌است، پس از بالغ بن بعور (شاید بلعم بن باعور) بر بنی‌اسرائیل ریاست یافت و همسر او که با نام‌هایی چون رَحمه (یا رحیمه، الیا یا لیا) معرفی شده را به یک واسطه از نسل یوسف پیامبر دانسته‌اند. 

## در اساطیر و ایران
در بعضی نسخه های شاهنامه و بخش هایی از کتاب استانفو شخصیتی به اسم وَژیر وجود دارد که شباهت بسیاری به ایوب دارد و روایت او چنین است.
وَژیر، شخصی درستکار بود که خداوند او را به سبب اعمال نیکش ستود. آرمون و بعل نزد خدا آمده و ادعا کردند که وفاداری وَژیر تنها به دلیل حمایت الهی است. در نتیجه، خداوند به آرمون اجازه داد تا ثروت، خانواده و سلامتی وَژیر را از او بگیرد. او دچار فقر، بیماری، توهم، افسردگی و تنهایی مطلق شد، اما هرگز خدا را نفرین نکرد و تنها بر روز تولد خود تأسف خورد.
با وجود رنج‌های شدید، وَژیر عدالت الهی را زیر سؤال نبرد. در مناظره با دوستانش، اعلام کرد که درک انسان از حکمت خداوند محدود است و در سکوت سرنوشت خود را پذیرفت. در نهایت، خداوند سه دوست او را رد کرد و به آن‌ها دستور توبه داد، در حالی که وفاداری وَژیر را ستود. بااین‌حال، به او آموخت که انسان نباید در برابر ستم و رنج، سکوت اختیار کند.
پس از این وقایع، وَژیر به کوه‌ها پناه برد و به نوشتن کتاب‌های فلسفی درباره‌ی عدالت الهی پرداخت.
همان طور که خواندید این روایت شباهت بسیاری به داستان ایوب در عهد عتیق دارد و برخی از محققین معتقد هستند که ایوب از این داستان ریشه دارد یا شاید هم بر عکس 